# Colma di Mombarone
Le Mombarone (ou Colma di Mombarone) est une montagne des Alpes pennines s'élevant à 2 371 mètres d'altitude, qui marque l’entrée dans la vallée d'Aoste, mais administrativement dans la région du Piémont et se situant sur les communes de Settimo Vittone (ville métropolitaine de Turin), de Donato et Graglia (province de Biella), en Italie.

## Toponyme
En piémontais ce toponyme signifie mucchio, ammasso (« tas, amas ») : ce terme entre dans la dénomination d’autres montagnes, par exemple, le mont Barone (en val Sessera) ou le mont Baron (en val Casternone). Le terme Colma (« culminant ») désigne un lieu élevé tel un sommet ou un col.

## Géographie
Le Mombarone, avec les cimes du mont Cavalgrosso (2 231 m) le mont Cavalpiccolo (2 189 m) et Punta Tre Vescovi (2 344 m), marque le début du massif montagneux du bassin de la Doire Baltée, c’est-à-dire de la vallée d'Aoste.
Les pentes du mont sont drainées par le torrent Chiussuma, affluent de droite de la Doire, et des torrents Janca et Viona, qui confluent dans l'Elvo par sa droite.
De la pente méridionale de la montagne naît la Serra morainique d'Ivrée, l'importante moraine laissée par le grand glacier qui parcourait la vallée d'Aoste durant la dernière phase glaciaire.

## Randonnée
La montagne présente principalement un intérêt pour la randonnée par des sentiers partant soit du Canavais soit de la zone de Biella. Le col de la Lace est le lieu de passage de la Grande traversée des Alpes (GtA), alors qu’au sud du sommet se trouve le refuge Mombarone (2 312 m).
La montée au Mombarone est une classique en ski de randonnée qui s’effectue également en raquette à neige.
Depuis 1977, entre Ivrée et le Mombarone, se déroule la course annuelle (randonnée) parmi les plus difficiles du Piémont, avec un parcours de plus de 20 km et un dénivelé de 2 100 mètres.

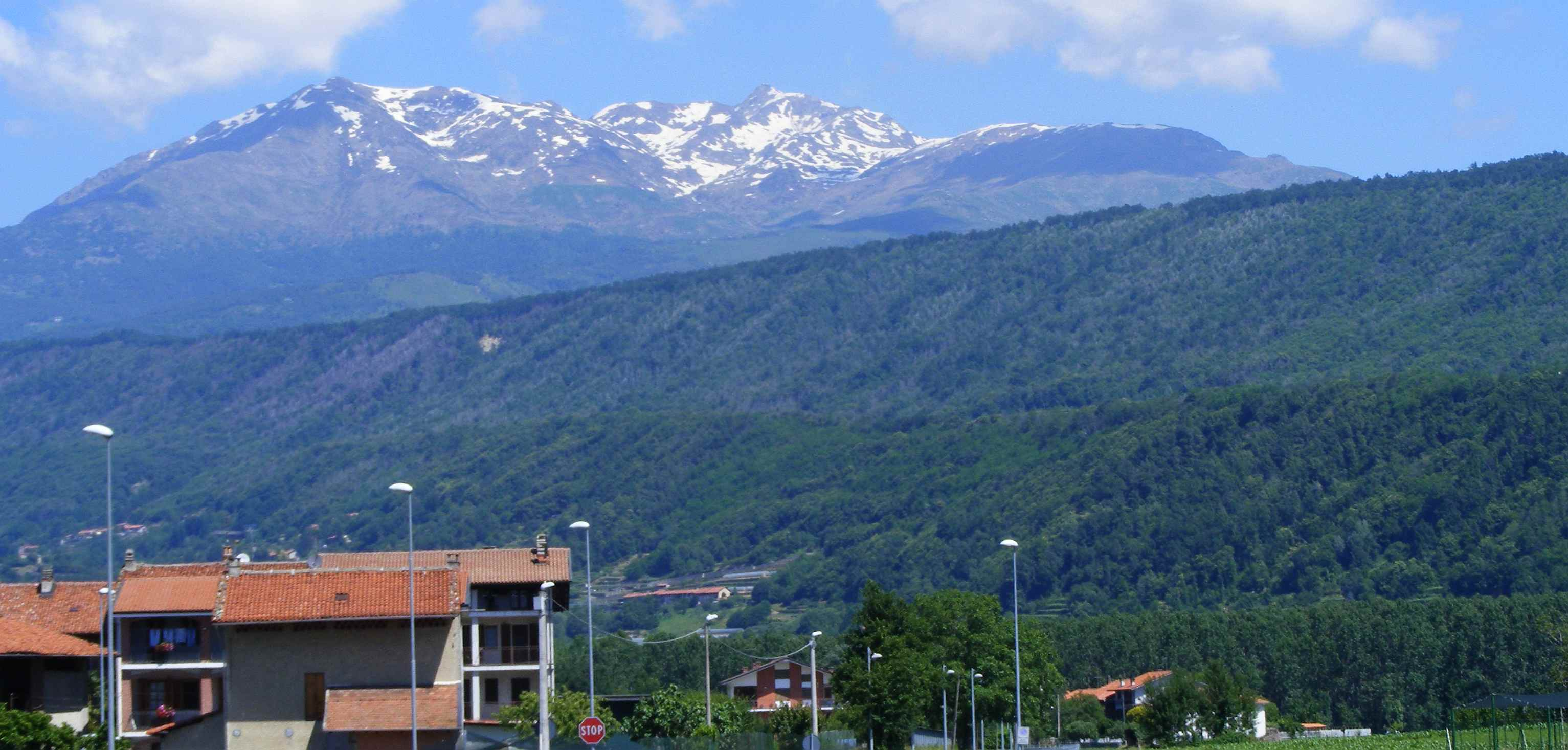
Le Mombarone vu de Bollengo (TO), avec la Serra d’Ivrée au premier plan.